# Étoilé
Étoilé (en català: estrellat) és un entorn d'escriptori de llicència lliure basat en GNUstep
construït amb una base altament modular i components lleugers i amb una documentació de guia al cap, amb l'objectiu de permetre als usuaris crear el seu propi flux de treball de modificació i realització de les aplicacions, complements, etc.

## Descripció
Étoilé omet moltes de les metàfores convencionals dels escriptoris per potenciar una representació d'objectes a un nivell superior. Això ajuda a representar objectes que no són visualitzats normalment en els arxius, com ara persones o contactes. Étoilé també pretén evitar la poca flexibilitat de les jerarquies i els noms dels arxius permetent així als usuaris etiquetar els objectes i mantenir una col·lecció d'objectes en comptes de dependre de carpetes.
Flexibilitat i modularitat tant en la interfície d'usuari com en el codi d'alt nivell, permeten l'escal·labilitat des d'una PDA a un entorn d'ordinador.
Els objectius principals del projecte són:
- Lleugeresa: aplicacions orientades, cooperació per oferir una millor experiència d'usuari, utilitzant els serveis de GNUstep i els mateixos serveis de Étoilé.
- Rapidesa: facilitat per compartir informació entre les tasques i els documents, amb pocs canvis de contexts, com entre aplicacions, entre finestres i la utilització de seleccions.
- Facilitat per realitzar elements no relacionats del disseny en objectes de primera classe com documents, directoris, etc.
- Flux de treball basat en projectes inspirats en la gestió (de versions, d'indexació i d'intercanvi),
- Fàcil comunicació i col·laboració entre els usuaris, ja que els usuaris són el primer objectiu de l'entorn.
- Tecnologia de suport similar a proposta d'Apple.

Étoilé coopera amb el projecte GNUstep. Proveint entorns de treball, guies de dissenys d'interfície i documentació que permeti als desenvolupador de Gnustep construir fàcilment aplicacions compatibles per Étoilé.